# Distrikt Capillas
Der Distrikt Capillas liegt in der Provinz Castrovirreyna in der Region Huancavelica im Südwesten von Zentral-Peru. Der Distrikt wurde am 22. Januar 1941 gegründet. Er besitzt eine Fläche von etwa 400 km². Beim Zensus 2017 wurden 966 Einwohner gezählt. Im Jahr 1993 lag die Einwohnerzahl bei 1385, im Jahr 2007 bei 1402. Sitz der Distriktverwaltung ist die 3213 m hoch gelegene Ortschaft Capillas mit 186 Einwohnern. Capillas liegt 24 km westlich der Provinzhauptstadt Castrovirreyna.

## Geographische Lage
Der Distrikt Capillas liegt in der peruanischen Westkordillere im Südwesten der Provinz Castrovirreyna. Der Río San Juan (im Oberlauf auch Río Tantara) begrenzt den Distrikt im Nordwesten.
Der Distrikt Capillas grenzt im Süden an den Distrikt Huancano (Provinz Pisco), im Südwesten und im Westen an die Distrikte El Carmen und Alto Larán (beide in der Provinz Chincha), im Nordwesten an den Distrikt San Juan, im Nordosten an den Distrikt Huachos sowie im Osten an den Distrikt Mollepampa.

## Ortschaften
Im Distrikt gibt es neben dem Hauptort folgende größere Ortschaften:
- Buena Vista
- Cajamarca
- Pauranga